# Antonio Locatelli
Antonio Locatelli (Bergamo, 19 aprile 1895 – Lechemti, 27 giugno 1936) è stato un aviatore, politico e militare italiano, ucciso a Lechemti durante le operazioni di stabilizzazione dell'Africa Orientale Italiana.

## Biografia
Antonio Locatelli nasce il 19 aprile 1895 a Bergamo da Samuele e Anna Gelfi in una modesta famiglia. Nel 1913 prende il diploma di "capotecnico" (perito industriale) all'Istituto industriale "P. Paleocapa" di Bergamo e inizia subito a lavorare all'Ansaldo di Cornigliano, dove in breve tempo diventa "direttore dei controlli e sorvegliante dei reparti di fucinatura".

### La prima guerra mondiale

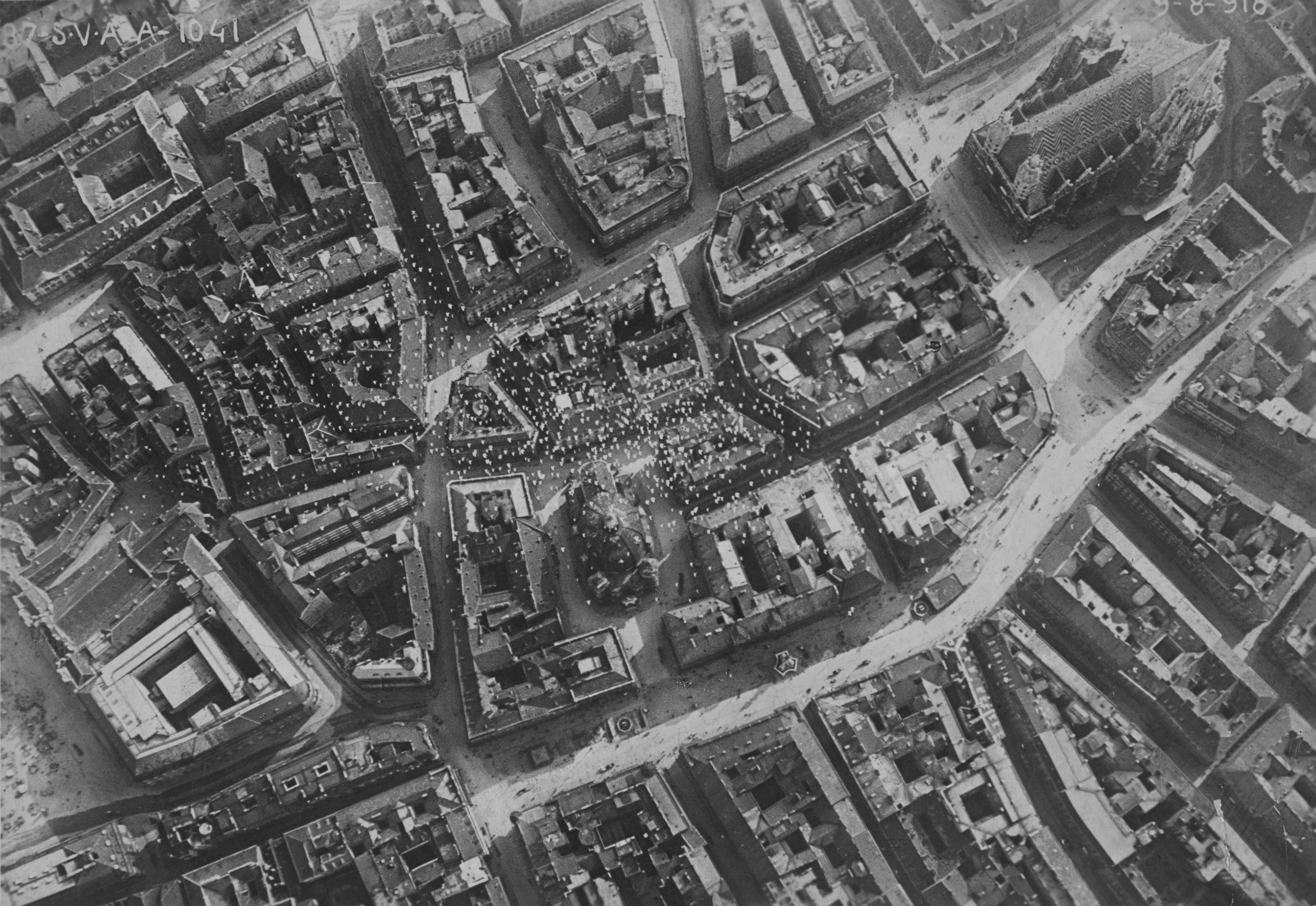
Foto del volo su Vienna, di Locatelli

Chiamato alle armi nel gennaio 1915 (quattro mesi prima dell'entrata in guerra), nell'Arma del genio militare, viene assegnato al battaglione "Aviatori" con sede al campo-scuola della Malpensa, dove ottiene il brevetto di pilota.
Durante la guerra viene promosso caporale e poi nel febbraio 1916 sergente, sottotenente del genio dal 2 marzo 1916 e tenente dal 2 dicembre dello stesso anno. Il sotottenente Locatelli il 7 ottobre vola nella 6ª Squadriglia da ricognizione e combattimento che il 15 aprile 1916 diventa 30ª Squadriglia. Dal marzo 1917 passa alla 24ª Squadriglia di Cavazzo Carnico su Savoia-Pomilio SP.2 e dal 25 luglio il Tenente Locatelli passa alla 36ª Squadriglia Savoia Pomilio di Oleis di Manzano. Dal 2 febbraio 1918 passa alla 87ª Squadriglia aeroplani.
Locatelli compie in tutto 523 voli di guerra tra voli di ricognizione e di bombardamento, incluse le ricognizioni in solitaria sui cantieri Zeppelin di Friedrichshafen e su Zagabria
dove, il 9 agosto 1918, partecipa al volo su Vienna assieme al velivolo di Gabriele D'Annunzio. In quell'occasione scatta le fotografie che ritraggono la città di Vienna dall'alto invasa dai manifestini con i proclami di D'Annunzio ai viennesi.
Abbattuto sopra Fiume il 15 settembre 1918 nella 1ª Squadriglia navale S.A., fu catturato e trasferito al campo di prigionia di Sigmundsherberg, dove dopo un mese evase grazie alla padronanza della lingua tedesca, travestito da soldato austriaco con falsi documenti. Ripreso per due volte dagli austriaci in Trentino, evase di nuovo e il 4 novembre raggiunge le avanguardie italiane. 
Alla fine della guerra riceve la prima medaglia d'oro al valor militare. Racconterà le sue esperienze nella grande guerra nel romanzo autobiografico "Le ali del prigioniero" pubblicato, con gli auspici di Gabriele D‘Annunzio, dall'editore Treves di Milano nel 1924.

### Le imprese d'esplorazione
Nel gennaio 1919 si imbarca per l'Argentina assieme ad una missione militare per la promozione dell'industria aeronautica italiana. Dopo varie esibizioni con i suoi compagni decide di intraprendere la traversata delle Ande nel punto più alto, nonostante la stagione invernale. Un primo tentativo il 27 luglio con un aereo monoposto SVA non va a segno: nonostante si fosse portato a seimila metri di quota, deve rientrare a Mendoza per via delle condizioni meteo. Il 30 luglio parte da Buenos Aires, sorvolata la Cordigliera delle Ande a quasi 7000 metri di quota passando accanto all'Aconcagua supera lo spartiacque e atterra a Viña del Mar, in Cile. Si tratta della prima trasvolata aerea delle Ande (con annesso servizio postale) che poi ripete dal Pacifico all'Atlantico, da Santiago a Buenos Aires, il 5 agosto in una sola tappa.
Congedato nel marzo 1920 dal campo di Centocelle, Locatelli rientra a Bergamo, dove aderisce in maniera entusiastica al movimento fascista rivoluzionario (i Fasci italiani di combattimento) dell'immediato dopoguerra, di cui organizza assieme a Suardo le squadre d'azione nel bergamasco. Tenta quindi di raggiungere D'Annunzio per l'impresa di Fiume, ma deve atterrare sull'isola di Veglia ed arriva in città solo al termine degli scontri. Ritorna quindi a Bergamo fino alla marcia su Roma.
Nel gennaio del 1923 Locatelli parte improvvisamente per effettuare quello che definisce "il mio viaggio di istruzione intorno al mondo".
Da Bergamo a Brindisi in treno, poi si imbarca sul piroscafo "Trieste" e con i mezzi che troverà, durante i nove mesi del viaggio, attraversa Egitto, Ceylon, India (con scalate sull'Himalaya), Birmania, Siam, Cina, Manciuria, Corea, Giappone (con un'ascensione sul Fujiyama) e Stati Uniti.
Riporta dal viaggio quasi 3500 negativi fotografici e 10 taccuini dove, oltre il racconto dettagliato delle varie tappe, sono presenti circa 300 disegni. Il 16 aprile in riferimento alle fotografie che sta realizzando scrive a D'Annunzio "se il sole mi assiste e io persisto riporterò una delle più belle serie che siano al mondo". Parte di tali materiali sono conservati presso la Biblioteca civica Angelo Mai di Bergamo.
Alle elezioni del 1924 Locatelli è candidato nelle liste del Partito Nazionale Fascista per i collegi di Milano e Bergamo, riuscendo eletto in entrambi ed optando per il secondo. Prenderà parte alla vita politica parlamentare solo a partire dall'anno successivo.
Nel luglio del 1924 col tenente Crosio e altri tre componenti dell'equipaggio parte a bordo dell'idrovolante bimotore Dornier-Wal in alluminio "I-deor" per tentare la trasvolata atlantica via Islanda e Groenlandia, un volo complessivo di circa 6000 km. Partito da Pisa, raggiunge Reykjavik dove si accoda ad una spedizione americana sulla stessa rotta, dotata di mezzi navali per il soccorso e l'assistenza. Giunto nei pressi della costa groenlandese, è costretto ad ammarare al largo di Capo Farewell (Groenlandia) da dove non riesce più a ripartire a causa delle onde e della fitta nebbia; resta quindi per tre giorni e quattro notti in balìa del mare grosso, finché non è tratto in salvo da una nave statunitense.
Al quarto giorno viene raggiunto dall'incrociatore americano Richmond che per un "errore di manovra" distrugge l'aereo e poi lo affonda per eliminare il relitto potenzialmente pericoloso. 
Locatelli ottiene comunque per l'impresa un premio di 65.000 lire che devolve per intero a opere di beneficenza per Bergamo.

### Deputato
Dal 1924 al 1928 Locatelli è deputato al Parlamento del Regno d'Italia, dove si occupa prevalentemente dei problemi dell'aviazione criticando fortemente il governo per il mancato contributo al suo sviluppo, diversamente da quanto, a suo parere, accade negli altri Paesi (nel 1925 il Commissariato per l'aeronautica viene elevato a ministero con a capo lo stesso Benito Mussolini e sottosegretario il generale dell'esercito Alberto Bonzani, cui subentrerà Italo Balbo per poi nel 1929 diventarne ministro). Una sua lettera del maggio 1926 al congresso dei piloti in congedo suscita l'offesa di Bonzani. Le stesse critiche (insufficienza e invecchiamento della linea di volo, scarsità dei piloti) vengono ribadite in una lettera al direttore de La Tribuna in occasione del decimo anniversario del volo su Vienna.
Locatelli presta servizio per la riorganizzazione dell'Aereo espresso italiana (AEI), concessionaria della linea Brindisi-Atene-Costantinopoli. Il ministero dell'aeronautica guidato da Balbo, dopo averlo inizialmente sostenuto, gli revoca la fiducia per "indisciplina". Licenziato, Locatelli fa causa alla società, mentre anche le altre società aeronautiche italiane interrompono le relazioni con lui a seguito della pubblicazione nel giornale parigino degli esuli La Libertà (22 gennaio 1928) della sua lettera di critiche a Bonzani del 1926.
Nel 1928 chiede di partecipare alle ricerche del generale Umberto Nobile disperso al Polo Nord con il dirigibile Italia ma, pagando per le sue critiche all'aviazione, la richiesta gli viene negata. Come accade ai cosiddetti "senatori dell'aria" o eroi del volo della Grande Guerra anche Locatelli viene messo da parte dall'aviazione italiana ormai egemonizzata da Balbo e dalla sua concezione di "volo collettivo" a discapito delle singole eccellenze. Locatelli non viene inoltre ricandidato dal PNF alle elezioni del 1929, nonostante l'appoggio di Suardo e Finzi.

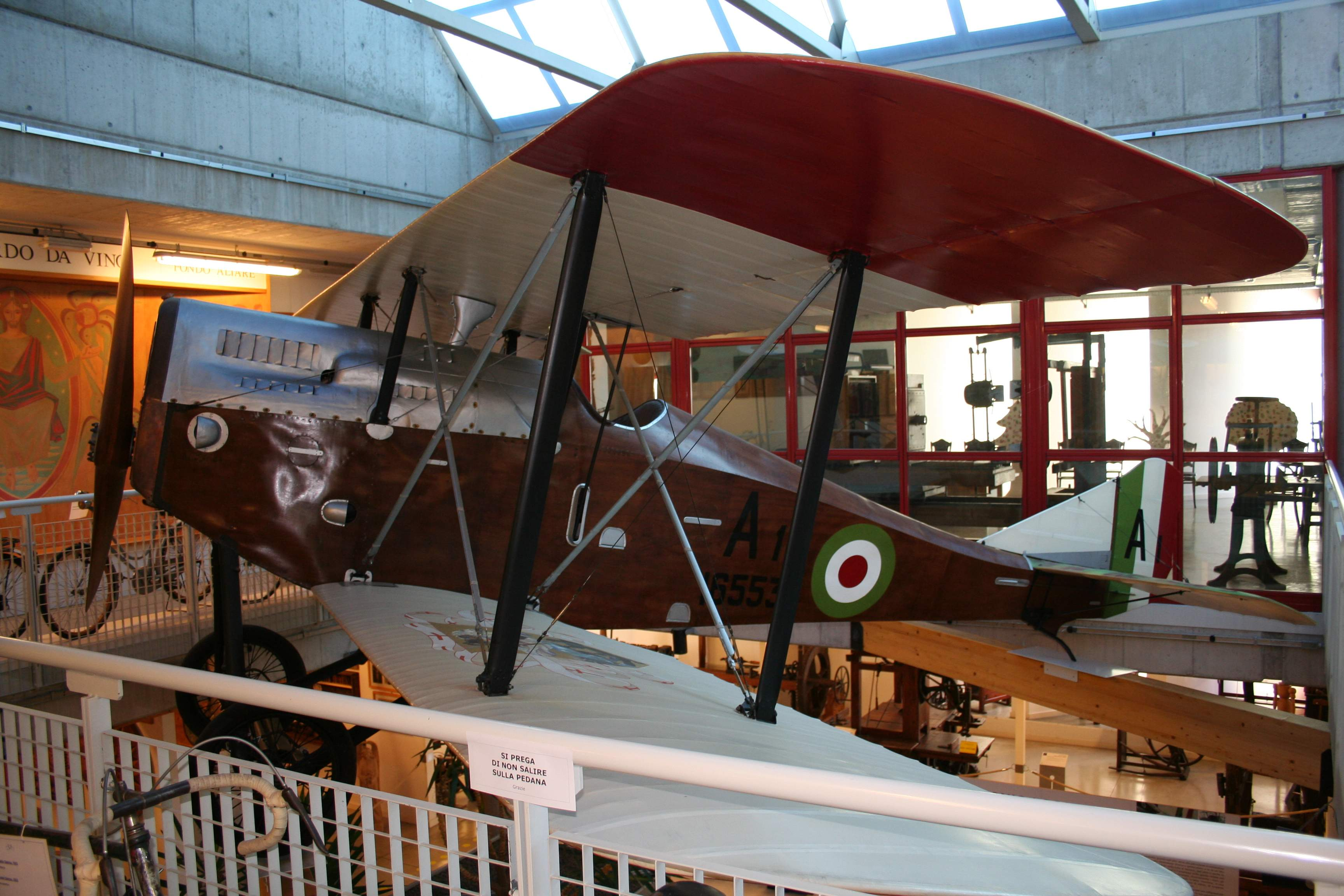
Ansaldo A1 Balilla donato a Locatelli e da questi alla Città di Bergamo

Locatelli spende quindi i primi anni '30 tra Roma e Bergamo, in relative ristrettezze economiche ma partecipando a varie mostre ed esposizioni di grafica e pittura. 
Nel 1929 inizia una collaborazione, due articoli al mese, con il Corriere della Sera e diventa direttore della La Rivista di Bergamo.
Viene inoltre nominato presidente della sezione CAI di Bergamo.
L'Aeronautica, dopo un breve richiamo in servizio nel 1932, lo promuove maggiore per merito straordinario il 17 maggio 1935.
Il 27 novembre 1933 Locatelli viene nominato podestà di Bergamo, incarico in cui si fa affiancare dall'avvocato Gino Rota. Si dedica con grande passione allo studio per il risanamento della città alta, su progetto di Luigi Angelini, per il quale ottiene un finanziamento bancario. Ma già l'anno successivo, a causa della legge che impediva ai celibi di ricoprire cariche pubbliche, e a vari contrasti con il federale Valli, dà le dimissioni da podestà.

### La guerra d'Etiopia
Con la dichiarazione di guerra all'Etiopia, il 7 gennaio 1936 Locatelli parte volontario per Mogadiscio assegnato all'aviazione di ricognizione e di bombardamento. 
Secondo il suo biografo Vittorio Polli, Locatelli "andò in Africa perché era convinto che la conquista avrebbe dato un nuovo volto all'Italia nel contesto delle nazioni europee. Andò anche stregato dalla guerra, sperando di rivivere la sua gloriosa giovinezza [...]. Il soldato che era in lui, nutrito in gioventù da sensazioni indelebili, non poteva restare fuori da questa impresa, comunque essa fosse."
In Etiopia compie il primo volo di collegamento tra il fronte somalo e quello eritreo, da Gorrahei alla Dancalia.
È inoltre immortalato in fotografia mentre lancia una grossa bomba sulle postazioni abissine presso Sassabaneh.
Nelle lettere che invia alla madre tra il marzo e il maggio del 1936, Locatelli descrive la sua esperienza bellica. Di seguito si riportano alcuni brani del suo diario:

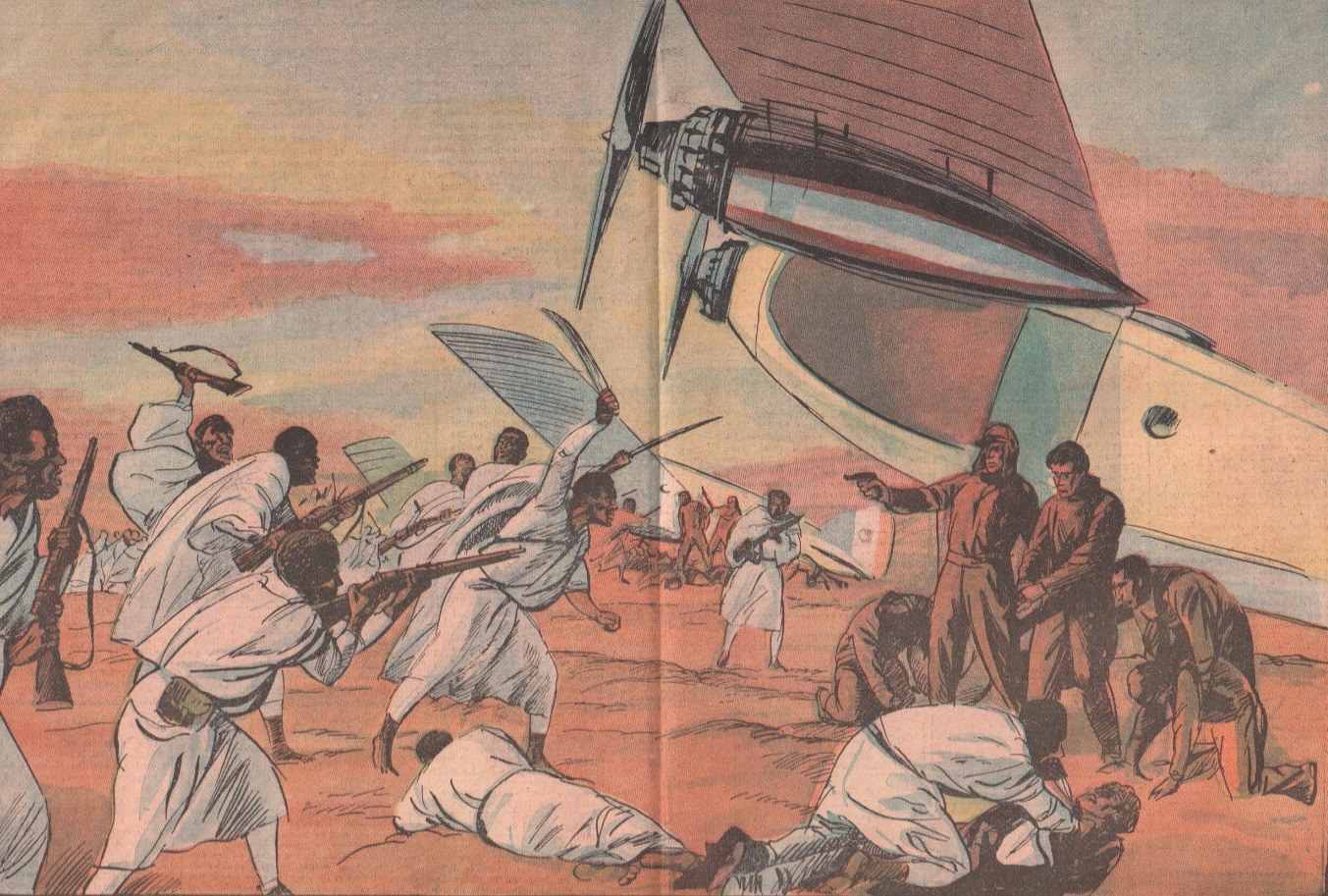
Eccidio di Lechemti, illustrazione Le Pèlerin, 26 luglio 1936

Nonostante la presa di Addis Abeba e la proclamazione dell'impero, le truppe italiane erano in difficoltà per via della stagione delle piogge. Locatelli ricevette dal generale Graziani l'incarico di portarsi per via aerea a Lechemti, nell'estremo ovest del paese, per ricevere la sottomissione di un capo galla locale e preparare una base per ulteriori sbarchi aerei da cui procedere verso Gore, dove era riparato il governo provvisorio del negus. Locatelli parte per Lechemti con il generale di brigata aerea Vincenzo Magliocco il 26 giugno con tre aerei. Ma gli alleati galla non si presentano, e nella notte gli equipaggi accampati attorno ai velivoli presso la località di Bonaya vengono assaliti dai cadetti etiopi della scuola militare di Olettà, che si erano rifugiati a Gore.
Gli arbegnuoc guidati da Keflè Nasibù e Belai Haileab incendiarono gli aerei e uccisero tutti gli italiani, tranne padre Borello che si era allontanato il pomeriggio prima dell'attacco. 
Dopo la scoperta dell'eccidio di Lechemti, a Locatelli e agli altri componenti degli equipaggi viene concessa la medaglia d'oro al valor militare. Antonio Locatelli è l'unico individuo decorato con tre Medaglie d'Oro al Valor Militare.

## Memoria

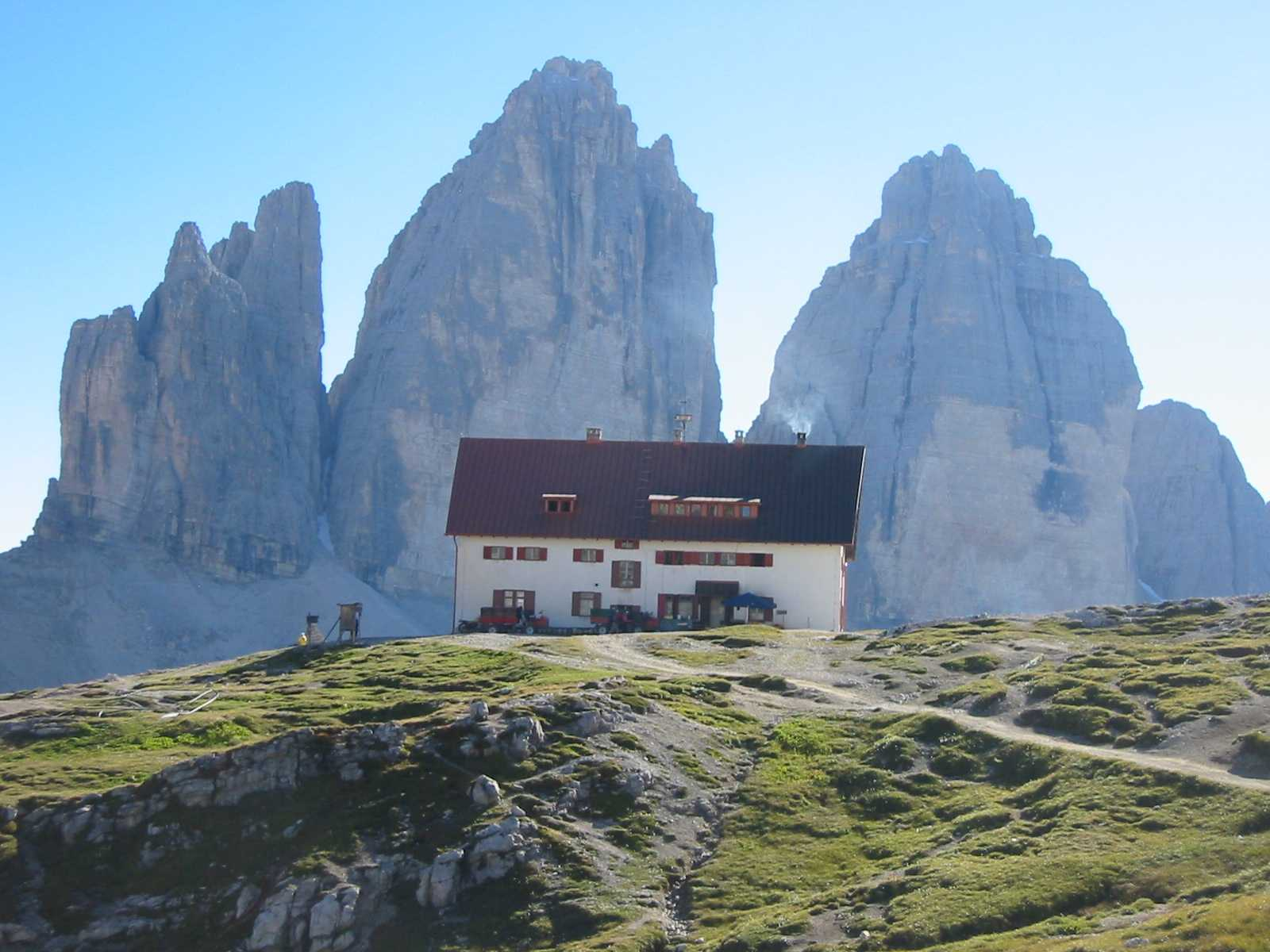
Il Rifugio Antonio Locatelli - Sepp Innerkofler, alla base delle Tre Cime di Lavaredo

Con la morte di Locatelli ha inizio un vero e proprio "culto dell'eroe", nelle parole di Angelo Bendotti, praticato a Bergamo e dintorni "in una sorta di orgoglio campanilistico e di assoluta rimozione collettiva delle azioni compiute" da Locatelli. Secondo Elisabetta Ruffini, "l'ondata di cordoglio che aveva coinvolto Bergamo... si fa memoria tesa ad incidere la città, tanto nella dimensione spaziale che temporale". Il sindaco Constantino Simoncini annoterà in occasione del ventennale che "l'esaltazione dei fascisti verso Locatelli non è sicuramente genuina, ma è intesa a fare di lui una fiaccola a conforto della loro azione politica".
Già l'11 luglio 1936 il senatore Giacomo Suardo dal balcone della Torre dei Caduti di Bergamo ricorda l'eroe come "acciaio bergamasco senza scorie" offerto in sacrificio "al destino imperiale dell'Italia fascista".
In breve tempo si moltiplicano le intitolazioni a Locatelli: portano il suo nome la Casa dell'Orfano di Ponte Selva, l'aeroporto di Ponte San Pietro, la Sezione di Bergamo dell'Associazione Arma Aeronautica Aviatori d'Italia, il sanatorio di Groppino, le scuole elementari di Contrada Tre Passi, la sezione di Bergamo dell'Associazione Combattenti e quella del Club Alpino Italiano e la nuova Casa del Fascio di Bergamo. 
Un busto in bronzo, opera di Giacomo Manzù, gli è dedicato al suo istituto Paleocapa, e un busto appare persino nella vetrina della pasticceria Isacchi.
Sempre nel 1936, il presidente del CAI, Angelo Manaresi, stabilisce che l'ex rifugio Innerkofler avrebbe dovuto chiamarsi "Antonio Locatelli alle Tre Cime di Lavaredo".
Il 17 luglio la commissione per la toponomastica comunale decide di aggiungere il nome di Locatelli alla lista di "nomi e date gloriose del Fascismo e della vittoriosa impresa coloniale in Africa Orientale" e "che al Suo nome glorioso venga dedicata una via principale della Città", stabilendo di rinominare in tal senso una parte della via Garibaldi nel nuovo centro piacentiniano.
Gabriele D'Annunzio volle che fosse sepolto al Vittoriale e per questo mise a disposizione un'arca funeraria. Si tratta comunque di una sepoltura simbolica in quanto l'arca funeraria è vuota (è quindi un cenotafio). I resti di uno dei due Ca.133 furono trasformati successivamente in un monumento ai caduti a Lechemti, poi andato distrutto.
Dopo la guerra, sulla base delle dichiarazioni della sorella Rosetta, si sarebbe diffusa la vulgata per cui Locatelli in Etiopia non avrebbe sparato un solo colpo, limitandosi a voli di ricognizione per prevenire le imboscate abissine contro le truppe italiane, e che la sua partecipazione alle attività militari fosse una "miserabile calunnia" messa in circolazione da certi ambienti politici.
La memoria di Locatelli non viene sfiorata dal processo di cancellazione di scritte e simboli del regime fascista a Bergamo, inclusa la grande dedica sul frontone della Casa del Fascio di Bergamo, che era servita da sede del Partito Nazionale Fascista e da luogo di tortura di partigiani e antifascisti durante la guerra; solamente il busto bronzeo viene spostato dall'atrio (e in seguito inserito, fuori contesto, alla Torre dei Caduti di Bergamo).

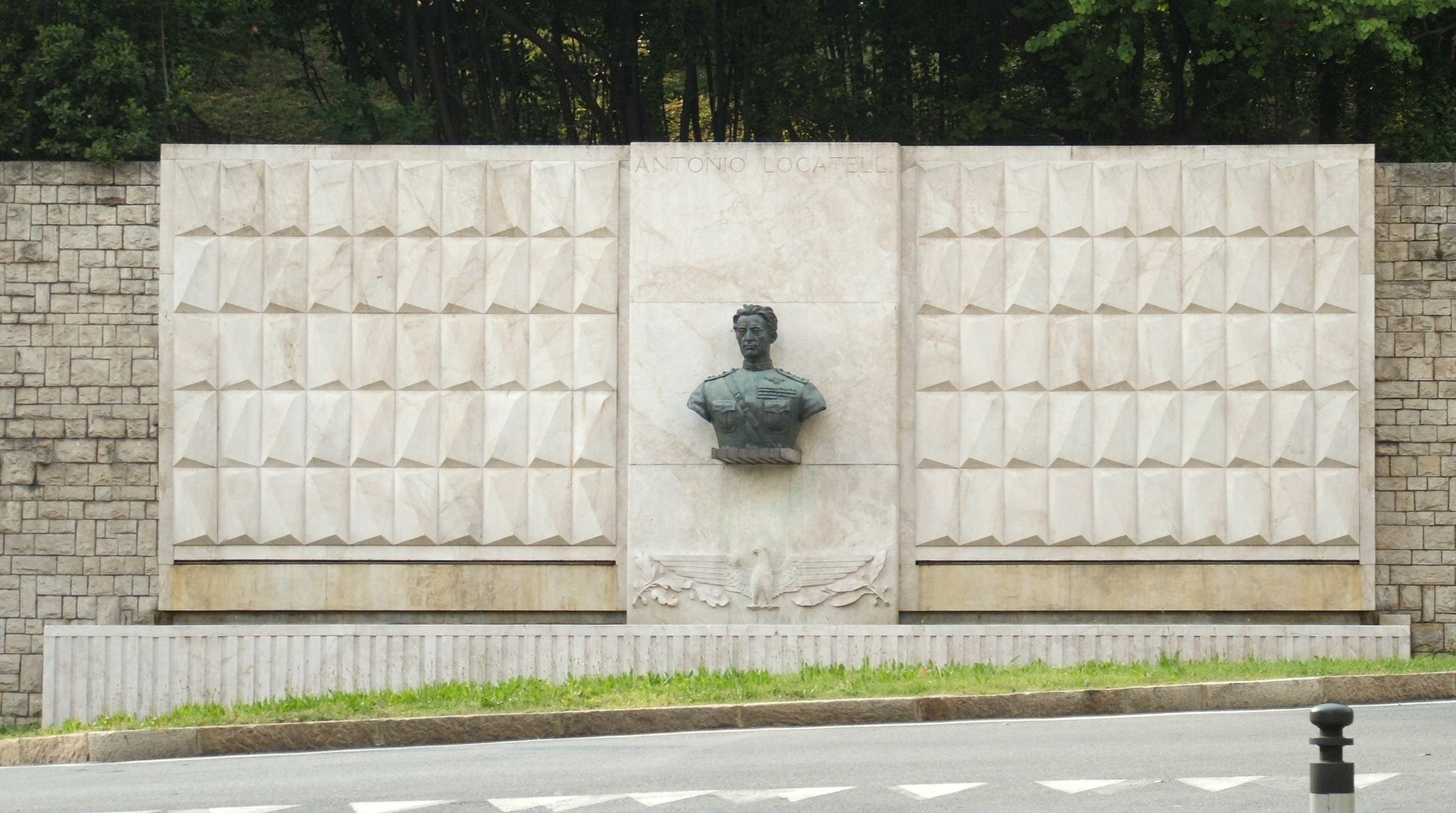
Fontana a Locatelli a Bergamo

Nel ventesimo anniversario della morte di Locatelli viene inaugurata in suo memoria a Bergamo una fontana monumentale di otto metri in marmo bianco di Zandobbio, opera dell'architetto Piantanida, con parete bugnata e busto in bronzo dell'aviatore opera di Antonio Berti. All'ultimo momento il presidente della repubblica Giovanni Gronchi declinò l'invito a partecipare all'inaugurazione; il sindaco Simoncini scriverà nel suo diario che "tutti seppero che la sua partecipazione era stata disdetta perché si temeva che la manifestazione riuscisse di marca fascista.
Il sindaco Ferruccio Galmozzi ricordò nel suo discorso l'unanimità del consiglio comunale e le qualità di eroismo, semplicità e spontaneità di Locatelli, ricordato anche come "saggio amministratore".
Nel corso degli anni, le regolari cerimonie commemorative di Locatelli fanno da punto focale per il ritrovo dei neofascisti bergamaschi. Nel 1961, il presidente Gronchi è a Bergamo per il centenario dell'unità d'Italia. Liberali e neofascisti chiedono un "gesto riparatore" nei confronti della memoria di Locatelli. "Possibile - scrive Simoncini nel suo diario - che quando si parla di Antonio Locatelli ci siano sempre pronti i soliti saluti romani e le camicie nere nascoste sotto la giacca?" Gronchi, su richiesta del sindaco Simoncini, si alza in piedi in segno di rispetto nel passaggio davanti al monumento a Locatelli. Simoncini annota che "la cosa ha generalmente soddisfatto. Hanno però tolto dalle vicinanze del monumento il Tremaglia, che avrebbe sicuramente effettuato saluti romani ed esibizioni di simboli fascisti".
A metà anni '80 Bergamo Flash ricorda di Locatelli "l'incapacità di ogni compromesso, la franchezza, lo slancio ed una limpida onestà", la stessa che lo avrebbe reso inviso ai gerarchi come Balbo, arrivando a definire Locatelli "un eroe scomodo" per il regime fascista ed a ipotizzare che l'eccidio di Lechemti "fosse una terribile trappola tesa ad arte e senza appello".
La chiara adesione di Locatelli al fascismo e le sue responsabilità durante la guerra d'Etiopia continuano a rendere la sua memoria controversa. L'Istituto per la Storia della Resistenza e dell'Età Contemporanea di Bergamo (ISREC) fa campagna perché la memoria di Locatelli sia contestualizzata e la sua presenza nello spazio pubblico limitata.
Alla memoria di Antonio Locatelli sono stati dedicati:
- Associazione Arma Aeronautica Aviatori d'Italia sezione Bergamo "Antonio Locatelli"
- la via Antonio Locatelli e la fontana in stile razionalista con busto dell'aviatore, a Bergamo
- un busto bronzeo presso il 3º Reggimento AVES “Aquila” di Orio al Serio, presso cui vengono celebrate funzioni annuali[19]
- un busto opera di Giovanni Avogadro sito nella Torre dei Caduti di Bergamo, già conservato prima della liberazione nella Casa Littoria - oggi considerato dall'ISREC in tale luogo un falso storico[15]
- la Sezione di Bergamo "Antonio Locatelli" del Club Alpino Italiano
- l'istituto aeronautico paritario Antonio Locatelli di Bergamo
- la Scuola Primaria “Antonio Locatelli” in via Pradello a Bergamo
- la Scuola Primaria "Antonio Locatelli" di Cavernago
- la Scuola Primaria "Antonio Locatelli" (IC "Locatelli-Quasimodo") di Milano
- il Rifugio Antonio Locatelli - Sepp Innerkofler nel Parco naturale Tre Cime di Lavaredo
- l'ospedale di Piario (BG), facente parte dell'ASST Bergamo Est.